# Вера Николић
Вера Николић (Грабовица, 23. септембар 1948 — Београд, 28. јун 2021) била је југословенска и српска атлетичарка и атлетски тренер. Била је прва српска сениорска светске рекордерка у атлетици.

## Каријера
Рођена је у селу Грабовици код Деспотовца у породици ковача Мике Николића. С 13 година је победила је на школском кросу у Ћуприји. Ту ју је запазио атлетски стручњак Александар Петровић и предложио јој да заједно раде.
Након годину дана заједничког рада Вера је почела побеђивати на кросевима Србије и Југославије. Остварила је добре резултате као јуниорка.
Са 16 година је постала репрезентативка и првакиња Балкана. У септембру 1966, с непуних 18 година, учествовала је на Европском првенству у Будимпешти и у трци на 800 метара освојила је прво место резултатом 2:02,8 победивши искуснију Жужу Сабо. То је била прва златна медаља на европским првенствима за Југославију. Због тог успеха је добила назив Златна Вера. Крајем године је по избору листа Спорт проглашена за спортисту године у Југославији.
После годину дана, 20. јула 1968, Вера је поставила светски рекорд на 800 m резултатом 2:00,5 на лондонском Кристал паласу у трци с британском атлетичарком Лилијан Борд.
Љубитељи атлетике су очекивали да на Олимпијским играма у Мексику освоји златну медаљу, али је Вера одустала у полуфиналној трци. Одлучила је да промени средину и прешла је у АК Динамо из Загреба код тренера Леа Ланга.
Након опоравка, на Европском првенству у Атини 1969. освојила је бронзану медаљу. Имала је још два успеха пре напуштања активног бављења атлетиком: на Европском првенству у Хелсинкију 1971. освојила је златну медаљу, а на Олимпијским играма у Минхену 1972. освојила је пето место с новим југословенским рекордом 1:59,5. Атлетику је напустила 1974. године
До 2007. радила је као атлетски тренер у Крушевцу.
Дана 21. јануара 2021. доживела је мождани удар и отад се налазила у индукованој коми. Умрла је 28. јуна 2021. у Београду. Сахрањена је у Алеји заслужних грађана на Новом гробљу у Београду.

## Приватан живот
Године 1976. удала се за Пају Ћасића (који је радио у МУП-у Хрватске, родом из Бучја код Пакраца), с којим је имала ћерку и два сина. Пошто је 1991. добила отказ на радном месту у Скупштини општине Дубрава у Загребу, где је дотад била запослена, и након различитих облика претњи, привремено је напустила Загреб и отишла родитељима у Ћуприју с децом. Након тога јој је ухапшен муж у Загребу на радном месту, али је у децембру 1991. размењен, па је и он напустио Загреб.
Живела је у Крушевцу са супругом. Имала је 6 унука.